# Bajkalsøen
Bajkalsøen (russisk: Озеро Байкал, tr. Ozero Bajkal) er en sø i det sydlige Sibirien i Rusland mellem Irkutsk oblast (overvejende mod vest) Republikken Burjatia (overvejende mod øst).
Bajkalsøen er den største ferskvandssø i Asien med et areal på 31.494 km². Det er den dybeste sø i verden med en dybde på 1.637 m, og samtidig er det den sø i verden, der har det største volumen og rummer 20 % af jordens samlede ferskvandsressourcer.
Den er jordens ældste sø og vurderes til at være 25 millioner år gammel. De fleste andre store søer i verden er ikke mere end 5.000-10.000 år gamle. De blev til efter den seneste istid, hvor store huller i landskabet blev fyldt med vand. Bajkal blev ikke dækket af is under istiden, og en stor del af søens flora og fauna er intakt. 93 % af dyrearterne er endemiske for Bajkalsøen. Det er f.eks. nerpaen, også kaldet Bajkalsælen, og laksefisken omul.
Geologer mener, at søen opstod som følge af et gigantisk jordskælv for ca. 35 mio. år siden, da det indiske subkontinent ramte Asien. Efter jordskælvet og i forbindelse med kontinentsammenstødet rejste Himalayabjergene sig, og der blev slået en revne i jordskorpen fra Sibirien og ud til det Okhotske Hav ved Stillehavet. Søen rammes hvert år af 2000 rystelser og jordskælv. Jordskælvene medfører, at søen bliver omkring 1-2 cm bredere og dybere hvert år. Dette menes også at være grunden til dens høje alder.
Angara er den eneste flod, der har sit udspring i Bajkal, og den løber vestpå væk fra søen og ud i den store sibiriske flod Jenisej. 336 store og små floder har deres udløb i Bajkal. Den største flod, der udmunder i søen, er Selenga, som leverer halvdelen af søens vand.
I 1996 blev Bajkalsøen optaget på UNESCO's Verdensarvsliste.
- Swijatoj Nos-øen (Hellige Næse).
- Søen er tilfrosset om vinteren.
- Undersøgelse af isdækket på båden hovercraft Hivus-10.